# أنتونوف أن-140
أنتونوف أن-140 (بالإنجليزية: Antonov An-140)‏ هي طائرة إقليمية ذات محركان توربينيان أنتجت في 1997 في أوكرانيا. من صناعة أنتونوف. كان أول طيران لها في 17 سبتمبر 1997. صنع منها 31 طائرة، وسعر الطائرة الواحدة منها هو 20 مليون دولار.

## المستخدمون
- أوكرانيا
- إيران
- روسيا